# Webster (Name)
Webster ist ein englischer Nachname und männlicher Vorname.

## Herkunft und Bedeutung
Er leitet sich vom altenglischen Wort für Weberin ab (webbestre); im Mittel- und Neuenglischen erweiterte sich die Bedeutung des Wortes webster zu einer Bezeichnung auch für männliche Weber; heute ist es von weaver verdrängt und gilt als veraltet.
Von der ursprünglichen Verwendung als Familienname leiten sich der Gebrauch als Vorname sowie als Toponym ab (zu den Toponymen siehe die Begriffsklärungsseite Webster).

## Namensträger

### Vorname
- Webster Clay Ball (1847–1922), US-amerikanischer Juwelier und Uhrmacher
- Webster E. Brown (1851–1929), US-amerikanischer Politiker
- Webster Eugene Howard (* 1934), US-amerikanischer Festkörperphysiker
- Webster Kimball (1918–2006), US-amerikanischer Badmintonspieler
- Webster Slaughter (* 1964), US-amerikanischer American-Football-Spieler
- Webster Tarpley (* 1946), US-amerikanischer Journalist und Autor
- Webster Thayer (1857–1933), Richter am Superior Court im US-Bundesstaat Massachusetts
- Webster Young (1932–2003), US-amerikanischer Jazztrompeter

### Zwischenname
- William Webster Hansen (1909–1949), US-amerikanischer Physiker
- John Webster Kirklin (1917–2004), US-amerikanischer Herzchirurg
- Charles Webster Leadbeater (1847–1934), britischer Priester, Theosoph und Okkultist
- Ralph Webster Yarborough (1903–1996), US-amerikanischer Politiker

### A
- Adam Webster (Fußballspieler, 1980) (* 1980), englischer Fußballspieler
- Adam Webster (Fußballspieler, 1995) (* 1995), englischer Fußballspieler
- Albert Webster (1925–2010), britischer Mittelstreckenläufer
- Alex Webster (* 1969), US-amerikanischer Bassist
- Alexander Webster (Politiker) (1743–1810), US-amerikanischer Politiker
- Alexander Webster (Cricketspieler) (1908–1964), australischer Cricketspieler
- Alexander Webster (Footballspieler) (auch Alex Webster; 1931–2012), US-amerikanischer American-Football-Spieler und -Trainer
- Alexander Webster (Boxer) (1933–1994), südafrikanischer Boxer
- Andrew Webster (Soziologe) (Andrew Joseph Webster; 1951–2021), britischer Soziologe
- Andrew Webster (Schachspieler) (* 1973), englischer Schachspieler
- Andy Webster (Andrew Neil Webster; * 1982), schottischer Fußballspieler
- Arthur Gordon Webster (1863–1923), US-amerikanischer Physiker
- Augustine Webster († 1535), englischer, römisch-katholischer Märtyrer

### B
- Barry Webster (1935–2023), englischer Fußballspieler
- Ben Webster (1909–1973), US-amerikanischer Jazz-Musiker
- Bergljot Webster (* 1966), norwegische Juristin
- Beveridge Webster (1908–1999), US-amerikanischer Pianist und Musikpädagoge
- Brenda Webster (* 1961), kanadische Eisschnellläuferin und Shorttrackerin
- Brittany Webster (* 1987), kanadische Skilangläuferin
- Bud Webster (1952–2016), US-amerikanischer Schriftsteller
- Byron Webster (* 1987), englischer Fußballspieler

### C
- Charles Webster (Cricketspieler) (1838–1881), britischer Cricketspieler
- Charles Webster (Historiker) KCMG FBA (1886–1961), britischer Diplomat und Historiker
- Charles Webster (Medizinhistoriker), FBA, britischer emeritierter Professor für Medizin- und Wissenschaftsgeschichte an der Universität Oxford
- Chris Webster (* 1986), britischer Schauspieler
- Colin Webster (Fußballspieler) (1932–2001), walisischer Fußballspieler
- Colin Webster (Musiker) (* um 1980), britischer Experimental- und Improvisationsmusiker
- Craig Webster (* 1957), kanadischer Eisschnellläufer

### D
- Daniel Webster (1782–1852), US-amerikanischer Politiker, US-Senator und Außenminister
- Daniel Webster (Politiker, 1949) (* 1949), US-amerikanischer Politiker der Republikanischen Partei
- Darren Webster (* 1968), englischer Dartspieler
- Darryl Webster (* 1962), britischer Radrennfahrer
- David Webster (Musiker) (1903–1971), britischer Musiker und Opernhausdirektor
- David Webster (Anthropologe) (1945–1989), südafrikanischer Anthropologe und Apartheidgegner
- David Webster (Ruderer) (* 1987), australischer Ruderer
- David Webster (Fußballspieler) (* 1990), irischer Fußballspieler
- David Kenyon Webster (1922–1961), US-amerikanischer Journalist, Schriftsteller und Soldat
- David Locke Webster (1888–1976), US-amerikanischer Physiker
- Donovan Webster (* 1959), US-amerikanischer Journalist und Autor

### E
- Edward Charles Webster (1942–2024), südafrikanischer Soziologe
- Edwin Hanson Webster (1829–1893), US-amerikanischer Politiker
- Ellis Webster, anguillanischer Politiker, Premier

### F
- Ferris Webster (1912–1989), US-amerikanischer Filmeditor
- Frank Webster, australischer Politiker (South Australia)
- Freddie Webster (1916–1947), US-amerikanischer Jazztrompeter
- Frederic S. Webster, US-amerikanischer Taxidermist

### G
- George Webster (Schwimmer) (1885–1941), britischer Schwimmer, Olympiateilnehmer
- George Webster (Footballspieler) (1945–2007), US-amerikanischer Footballspieler
- George W. Webster (1870–1953), US-amerikanischer Eisenbahnmanager
- Grady Linder Webster (1927–2005), US-amerikanischer Botaniker
- Graham Webster (1913–2001), britischer Bauingenieur, Provinzialrömischer Archäologe und Hochschullehrer

### H
- Harold Webster (1895–1958), kanadischer Marathonläufer
- Henry George Webster (1917–2007), britischer Automobil-Ingenieur

### J
- J. Stanley Webster (1877–1962), US-amerikanischer Politiker
- Jack Webster (1918–1999), kanadischer Fernsehmoderator
- Jackson Dan Webster (1919–2010), US-amerikanischer Ornithologe
- Jamie Webster (* 1994), englischer Folk-Pop-Sänger
- Jan Webster (1946–2019), englischer Rugby-Union-Spieler
- Jane Webster (* 1956), englische Badmintonspielerin
- Jean Webster (1876–1916), US-amerikanische Schriftstellerin
- John Webster (1579–1634), englischer Dramatiker
- John Webster (Gouverneur) (1590–1661), englischer Kolonialgouverneur
- John Webster (Mykologe) (1925–2014), britischer Mykologe
- John Webster (Filmregisseur) (* 1967), finnischer Filmregisseur
- John White Webster (1793–1850), US-amerikanischer Gelehrter und hingerichteter Mörder
- Josh Webster (* 1994), britischer Automobilrennfahrer

### K
- Katie Webster (1936/9–1999), US-amerikanische Jazz-Pianistin und Sängerin
- Kieran Webster (* 1997), australischer Eishockeyspieler

### L
- Lee Webster (* 1977), südafrikanischer Skeletonsportler
- Lliam Webster (* 1986), australischer Eishockeyspieler

### M
- Marie Webster (1859–1956), US-amerikanische Textilkünstlerin
- Mary Webster (britische Schauspielerin) (1935–2014), britische Schauspielerin
- Mary Webster (US-amerikanische Schauspielerin) (1935–2017), US-amerikanische Schauspielerin
- Mary Hortense Webster (1881–1965), US-amerikanische Bildhauerin
- Mary Morison Webster (1894–1980), südafrikanische Schriftstellerin und Dichterin
- Mark Webster (* 1983), walisischer Dartspieler
- Martell Webster (* 1986), US-amerikanischer Basketballspieler
- Mike Webster (1952–2002), US-amerikanischer American-Football-Spieler
- Morgan Webster (* 1990), walisischer Wrestler

### N
- Nesta Webster (1876–1960), britische Verschwörungstheoretikerin
- Nicholas Webster (1912–2006), US-amerikanischer Filmregisseur
- Noah Webster (1758–1843), US-amerikanischer Lexikograf, Rechtschreibreformer, Übersetzer und Schriftsteller

### P
- Paul Webster (Filmproduzent) (* 1952), britischer Filmproduzent
- Paul Francis Webster (1907–1984), US-amerikanischer Songtexter
- Paul Frank Webster (1909–1966), US-amerikanischer Jazztrompeter

### R
- Revell Webster (* 2004), Sprinter aus Trinidad und Tobago
- Richard Webster, 1. Viscount Alverstone (1842–1915), britischer Jurist und Politiker
- Richard Webster (Leichtathlet) (1914–2009), britischer Stabhochspringer
- Robert Webster (Virologe) (* 1932), US-amerikanischer Virologe
- Robert Webster (Wasserspringer) (* 1938), US-amerikanischer Wasserspringer
- Ron Webster (* 1943), englischer Fußballspieler
- Ronald Webster (1926–2016), Politiker aus Anguilla, Chief Minister
- Rowena Webster (* 1987), australische Wasserballspielerin

### S
- Sam Webster (* 1991), neuseeländischer Radsportler
- Simon Webster (Fußballspieler) (* 1964), englischer Fußballspieler
- Simon Webster (Rugbyspieler) (* 1981), schottischer Rugby-Union-Spieler
- Stephen Webster (* 1959), britischer Schmuckdesigner
- Steve Webster (Rennfahrer) (* 1960), britischer Motorradrennfahrer
- Steve Webster (Golfspieler) (* 1975), britischer Golfspieler
- Steve Webster (Bassist) (* 1958), kanadischer Bassist, Plattenproduzent, Arrangeur, Toningenieur und Komponist

### T
- Taylor Webster (1800–1876), US-amerikanischer Politiker
- Terrone Webster (* 2004), anguillanischer Sprinter
- Thomas Webster (Geologe) (1773–1844), schottischer Architekt und Geologe
- Thomas Webster (Segler) (1909–1981), US-amerikanischer Segler
- Thomas Bertram Lonsdale Webster (1905–1974), britischer Altphilologe und Klassischer Archäologe
- Tom Webster (Karikaturist) (1886–1962), britischer Karikaturist
- Tom Webster (Eishockeyspieler) (1948–2020), kanadischer Eishockeyspieler und -trainer
- Torri Webster (* 1996), US-amerikanische Schauspielerin

### V
- Valerie Webster (* 1932), britische Weitspringerin
- Victor Webster (* 1973), kanadischer Schauspieler

### W
- William G. Webster junior (* 1951), US-amerikanischer Offizier, Generalleutnant der US-Army
- William H. Webster (1924–2025), US-amerikanischer Regierungsbeamter

### Kunstfigur
- Nora Webster, Roman von Colm Tóibín aus dem Jahr 2014